# Kondajji, Hosadurga
Kondajji là một làng thuộc tehsil Hosadurga, huyện Chitradurga, bang Karnataka, Ấn Độ.